# Beto O’Rourke
Beto O’Rourke, właśc. Robert Francis O’Rourke (ur. 26 września 1972 w El Paso) – amerykański polityk, członek Partii Demokratycznej, członek Izby Reprezentantów od 2013 do 2019, radny El Paso w latach 2005–2011.

## Życiorys

### Młodość i wykształcenie
Urodził się 26 września 1972 w El Paso w Teksasie. Jego ojciec Patrick był komisarzem i sędzią okręgowym El Paso, a matka Melissa była właścicielką sklepu meblowego.
W młodości przeprowadził się do stanu Wirginia, aby uczęszczać do męskiej szkoły z internatem Woodberry Forest School. Po jej ukończeniu odbył praktyki jako stażysta w Capitol Hill, pracując dla członka Izby Reprezentantów, Ronalda Colemana. Następnie rozpoczął studia na wydziale języka angielskiego na Uniwersytecie Columbia. W maju 1995 został pozwany za włamanie. Jak sam twierdził, został oskarżony niesłusznie, jedynie za przeskoczenie ogrodzenia uniwersytetu. Zarzuty zostały oddalone. W 1995 ukończył studia z tytułem Bachelor’s degree.
Po zakończeniu studiów podejmował się różnych zawodów w Nowym Jorku. Między innymi pomagał przy przeprowadzkach, opiekował się dziećmi i pracował w małej firmie, zajmującej się dostawą usług internetowych.
We wrześniu 1998 został aresztowany za prowadzenie pojazdu pod wpływem alkoholu i skazany, w związku z czym wykonał wyrok leczenia odwykowego.
W latach 90. XX wieku był członkiem dwóch rockowych zespołów punkowych. Grał na gitarze w zespole Foss, który wydał płytę The El Paso Pussycats, a także w zespole Sheeps, który był znany z noszenia owczych masek i długich kalesonów.
W 1999 został współzałożycielem firmy zajmującej się projektowaniem stron internetowych Stanton Street Technology Group.

### Kariera polityczna
W 2005 został wybrany do rady miasta El Paso, pokonując w wyborach urzędującego niezrzeszonego radnego Roberta Stafforda.
W 2013 wygrał prawybory Partii Demokratycznej przed wyborami do Izby Reprezentantów w 16. okręgu stanu Teksas. Z wynikiem 50,5% pokonał ówczesnego kongresmena, Silvestre’a Reyesa, który zasiadał w Izbie łącznie 8 kadencji. Następnie O’Rourke wygrał wybory, zdobywając 50,47% wszystkich głosów. Dwukrotnie z powodzeniem ubiegał się o reelekcję. Zasiadał w parlamencie od 3 stycznia 2013 do 2 stycznia 2019.
Jako członek Izby Reprezentantów Zasiadał w Komisji ds. Sił Zbrojnych i Spraw Weteranów. 22 marca 2017 był głównym promotorem ustawy Honor Our Commitment Act, która upoważniała Departament spraw Weteranów do rozszerzenia świadczeń terapii psychologicznych dla weteranów. Ustawa weszła w życie 22 marca 2018. O’Rourke był autorem przepisu, nakazującego wojskowym poddawanie się badaniu zdrowia psychicznego przed opuszczeniem sił zbrojnych, który wszedł w życie 12 grudnia 2017 w ramach ustawy The National Defense Authorization Act o obronie narodowej.
31 marca 2017 zapowiedział zamiar ubiegania się o urząd senatora ze stanu Teksas. W związku z tym nie ubiegał się o czwartą kadencję członka Izby Reprezentantów. Jego głównym przeciwnikiem w wyborach był urzędujący senator Ted Cruz z Partii Republikańskiej. O’Rourke odmówił przyjmowania datków na kampanię od komitetów politycznych, lecz zdobył on z dotacji 80 milionów dolarów. Odwiedził on 254 hrabstw podczas swojej kampanii wyborczej. 6 listopada 2017 przegrał wybory trzema punktami procentowymi z Tedem Cruzem. Wydarzenie to budziło duże zainteresowanie w mediach, ponieważ O’Rourke był najbliżej od dziesięcioleci, spośród kandydatów Partii Demokratycznej, aby wygrać wybory w Teksasie, uważanym za tradycyjnie republikański.
Po przegranych wyborach zaczął utrzymywać się z inwestycji na rynku nieruchomości.
14 marca 2019 ogłosił rozpoczęcie kampanii wyborczej w prawyborach Partii Demokratycznej przed wyborami prezydenckimi w 2020. W ciągu pierwszych 24 godzin udało mu się zebrać 6,1 miliona dolarów amerykańskich datków na kampanię wyborczą.
14 marca 2019 rozpoczął kampanię wyborczą w prawyborach Partii Demokratycznej przez wyborami prezydenckimi. 1 listopada 2019 roku zawiesił swoją kampanię. Było to spowodowane wyczerpaniem się środków finansowych jego komitetu.

## Wyniki wyborów
Poniżej wymienione zostały wybory powszechne, w których Beto O’Rourke wziął czynny udział.
| Rok  | Partia                     | Partia               | Organ                                    | Okręg              | Wynik            |
| ---- | -------------------------- | -------------------- | ---------------------------------------- | ------------------ | ---------------- |
| 2005 |                            | bezpartyjny          | Rada Miasta El Paso                      | nr 6               | 2 769 (56,63%)   |
| 2007 | 2 343 (69,94%)             | bezpartyjny          | Rada Miasta El Paso                      | nr 6               |                  |
| 2012 |                            | Partia Demokratyczna | Izba Reprezentantów Stanów Zjednoczonych | nr 16              | 101 403 (65,42%) |
| 2014 | 49 338 (67,49%)            | Partia Demokratyczna | Izba Reprezentantów Stanów Zjednoczonych | nr 16              |                  |
| 2016 | 150 228 (85,73%)           | Partia Demokratyczna | Izba Reprezentantów Stanów Zjednoczonych | nr 16              |                  |
| 2018 | Senat Stanów Zjednoczonych | Partia Demokratyczna | —                                        | 4 045 632 (48,33%) |                  |

## Życie prywatne
Jest rzymskim katolikiem. 24 września 2005 poślubił Amy Hoover Sanders. Razem mają trójkę dzieci: Henriego, Molly i Ulyssesa. Imię ostatniego zostało nadane na część Odyseusza, bohatera powieści Homera. Biegle mówi po hiszpańsku. Umie jeździć na deskorolce. W czasie jego kampanii przed wyborami do senatu po internecie krążyło popularne nagranie z nim jeżdżącym na deskorolce po parkingu Whataburgera.